# Opšta bolnica Cetinje
Opšta bolnica Cetinje ili u punom nazivu Javna zdravstvena ustanova Bolnica „Danilo I” Cetinje je prva javna zdravstvena ustanova osnovana osnovana 1875. godine u Kneževini Crnoj Gori. Bolnica je danas jedana od sedam javno zdravstvena ustanova u Crnoj Gori za opštinu Cetinje i okolna mesta. U njoj je zastupljen viši nivo zdravstvene zastite, koji obuhvata složenije mjere i postupke u pogledu prevencije u odnosu na primarni nivo zdravstvene zaštite, dijagnostiku, lečenje, medicinsku rehabilitaciju, zdravstvenu negu, boravak i ishranu bolesnika.

## Položaj i opšte informacije
Opšta bolnica Cetinje nalazi se u Ulici Vuka Mićunovića 1 u Cetinju istorijskoj i sadašnjoj prestonici Crne Gore  smeštenoj u istoimenom kraškom polju koje se nalazi u južnom delu republike, podno planine Lovćen, na prosečnoj nadmorskoj visini od 670 m. Prema popisu iz 2011. godine na bolnička zdravstvenu zaštitu se oslanjalo 13.918 stanovnika.
Bolnica se na tercijalnu zdravstvenu zaštitu oslanja na Klinički centar u Pogorici koji je udaljen 25 km.

## Istorija
U Crnoj Gori prvi stalni lekari bili su Francuski vojni lekari koji su 1857. godine bili poslati od strane Napoleon III, po dogovoru, nakon posete Knjaza Danila Parizu.
Bolnicu „Danilo I” izgradio je Knjaz Nikola 1873. godine; bolnica od osnivanja nosi ime „Danilo I”, u znak sjećanja na Nikolinog prethodnika knjaza Danila.
Novac za izgradnju bolnice obezbijeđen je prodajom darova iz zemlje i inostranstva, donesenih Knjazu na krštenje njegovog prijestolonasljednika Danila, 1871. godine
Knjaz Nikola nije želio da te darove koristi za lične potrebe porodice, već je naredio da se oni unovče i od toga novca započne bolnica na Cetinju. Od dobijenog novca i pomoći Rusije otpočela je izgradnja bolnice sredinom aprila 1872. godine.
Na ponos i čast ondašnjih glavara Crne Gore, sve bolnice u ono vrijeme u Crnoj Gori, podizane su iz donatorskih pobuna dinastije Petrović. Tako je bolnica Danilo I podignuta novcem koji je dobijen prodajom poklona koje je porodica dobila povodom rođenja, odnosno krštenja prestolonasljednika Danila. (doktor Vasilije Kusovac)
Ondašnji dvorski ljekar, francuski doktor Frilej (Frilley), koji je boravio na Cetinju, odabrao je mjesto za podizanje bolnice i uradio plan. Građenje bolnice trajalo je do kraja maja 1873. godine.
Mjesto za podizanje bolnice odabrano je bilo van gradskoga tkiva. Na planu grada koji je uradio Spiridon Gopčević 1875. godine, vidi se da je bolnica podignuta van grada i na tada zadovoljavajućoj udaljenosti. Sa fotografija bolnice iz 1873. godine (nema drugih podataka) vidi se da je zgrada pravougaonog oblika, jednostavna građevina od poluobrađenoga kamena, sa prizemljem i spratom. Drvena konstrukcija krova je četvorovodna i pokrivena ćeramidom. Glavna ulazna vrata bila su prostrana s lučnim završetkom. Niz jednostavnih jednakih prozora na prizemlju i spratu pripadali su bolesničkim sobama. Prozori i vrata na fasadi uokvireni su kamenim tesanicima na kojima su pričvršćene grilje – drveni kapci. Međuspratna konstrukcija je bila drvena, urađena od greda s daskama iznad i s plafonom od krečnog maltera. Radove na bolnici izvodio je Todor Gojković, zidar iz Herceg Novog. Nadzor nad gradnjom vršio je samouki zidarski nadzornik Savo Vrbica.
Do 1875. godine bolnica nije radila zbog nedostatka ljekara i bolničkoga osoblja, pa je služila u vojne svrhe za pripremu i izradu oružja i municije. Tek 1875. godine, nakon Hercegovačkoga ustanka, osposobljena je za prijem ranjenika iz toga boja i boja Crnogoraca iz 1876–1878. godine. Prvi ljekar i upravnik Bolnice bio je dr Valerije Tomić, iz Pučišća
na Braču. Prvi ljekari bili su Francuzi i Česi, a kasnije i Rusi.
Razvojem medicinske službe u Crnoj Gori i na Cetinju pokazalo se da je kapacitet bolnice mali, a funkcionalnost objekta nepotpuna, pa je uoči balkanskih ratova 1912. godine, rekonstruisana zajedno sa objektima koji su bili u susjedstvu i dobila je kapacitet od 120 bolesničkih postelja. Tom rekonstrukcijom izgrađeno je desno krilo bolnice, izvršene su unutrašnje izmjene i obezbijeđen savremeniji komfor. Ona je takođe dobila nov spoljni izgled sa sasvim novim elementima zidne plastike, krova s pokrivačem od lima, prilazni plato i uređenje prostora oko zgrade, tako da je objekat postao potpuno nov i savremen.
Od osnivanja do Prvog svjetskog rata, u Bolnici je liječeno oko 20.000 bolesnika.
Narastanjem Cetinja bolnica je sve više bila gradski objekat, oivičena gradskim tkivom, što je bolnicu činilo nepovoljnim susjedstvom. Tridesetih godina razmatrano je izmještanje bolnice na novu lokaciju u reonu Donjega kraja, ali do toga nije došlo, pa je postojeći kompleks zadržan i proširen. U Zetskoj banovini 1929. godine, Cetinjska bolnica „Danilo I” postala je državna bolnica, jedina te vrste u Banovini.
Nova zgrada bolnice, u kojoj se danas radi, izgrađena je 1964. godine. Nakon katastrofalnog zemljotresa 1979 godine zgrada bolnice je renovirana, u periodu 1979, do 1985. godine.
Bolnica danas ima 6 odjeljenja i 6 službi, raspolaže sa 100 bolesničkih postelja.

## Organizacija

### Odeljenja
U okviru Opšta bolnica Cetinje postoje četiri odeljenja i to:
Odeljenje za primarnu reprodukciju
Odeljenje za humanu  reprodukciju je osnovano 2007. godine kao deo projekta usvojenog od strane Ministarstva zdravlja i Fonda za zdravstveno osiguranje Crne Gore. Osnovna djelatnost Odjeljenja je dijagnostika i terapija infertiliteta i steriliteta, koa i problema reprodukcije, vezanih kako za neostvarivanje trudnoće tako i za neuspešan ishod  prevremeno nastalih trudnoća. Odeljenje je smešteno u posebnoj spratnoj zgradi unutar bolničkog kruga. Raspolaže sopstvenom operacionom salom i savremeno opremljenom laboratorijom po direktivama Evropske unije.
Odeljenje hirurgije
Odeljenje hirurgije je smešteno na drugom spratu Bolnice. Raspolaže sa 18 kreveta. Godišnje se na odeljenju obavi oko 400 operacija.Pored klasičnih na odeljenju se uspešno obavljaju i laparaskopske operacije žučne kese, štitaste žlijezde, vena, hirurgija dojke i hirurgija debelog creva. U sklopu hirurškog odeljenja postoji Odsek za oftalmologiju.
Odeljenje interne medicine
Odeljenje interne medicine je smešteno u prizemlju bolničke zgrade. Raspolaže sa 27 postelja. U sklopu internog odjeljenja je i odsek za kardiologiju sa koronarnom jedinicom. Hospitalizovanim pacijentima se u okviru odeljenja pruža veliki broj taznovrstnih dijagnostičkih procedura ( endoskopski pregledi GIT, holter,ergometrija, UZ srca).
Odeljenje ginekologije i akušerstva sa porošajnom salom
Odeljenje za ginekologiju i akušerstvo se nalazi se na prvom spratu bolnica i raspolaže sa dvadeset kreveta. U svom sastavu ima Odsek za akušerstvo sa porođajnom salom. Odelajneje poseduje dijagnostičke mogućnosti (ultrazvuk, CTG amnioskopija) što omogućava rutinski rad (carski rez i ostale ginekološke operacije). Godišnje na na ovom odjeljenju porodi oko 300 porodilja iz cele Crne Gore.
Odeljenje pedijatrije
Odjeljenje pedijatrije se nalazi se na trećem spratu bolničke zgrade i raspolaže sa 15 kreveta od kojih 3 pripadaju odseku za neonatologiju. U prijatnom ambijentu i drugim radnim prostorijama zbrinjavaju se deca od rođenja do 16 godine starosti. Novorođena deca sa eventualno uočenom patologijom zbrinjavaju se na odseku za neonatologiju, koje je opremljeno  savremenim inkubatorima, foto lampama, infuziomatima i drugom neophodnom opremom.
Odeljenje za ORL
ORL odeljenje je referentni državni centar za bolesti uva. Nalazi se na drugom spratu u bolničkoj zgradi. Raspolaže sa 12 kreveta i peduje modernu opremu za funkcionalnu dijagnostiku i hiruršku terapiju svih otoloških pacijenta. Pored hirurgije uva rade se brojne operacije krajnika, nosa, vrata i lariksa.
Na ovom odjeljenju je 2008. godine prvi put u Crnoj Gori urađena operacija ugradnje kohlearnog implanta, shodno odlukama nadležnog konzilijuma i broja aparata koje se obezbijede od strane Fonda zdravstva.
U sklopu odjeljenja funkcioniše ambulanta sa Kabinetom za audiologiju na drugom spratu objekta Doma zdravlja, u kojoj se obavljaju konzilijarni pregledi i određuju slušni aparati za pacijente iz ciele Crne Gore.

### Službe
Pored navedenih u Bolnici rade i druge službe koj su organizovane kroz rad:
- Službe za anesteziju i reanimaciju
- Operacioni blok
- Službe laboratorijske dijagnostike,
- kabineta za transfuziju krvi,
- Službe radiološke i ultrazvučne dijagnostike,
- Službe medicinskog snabdevanja (apoteke za potrebe bolničkih odjeljenja).
- Mendžment i služba za administrativno tehničke poslove

## Rezultati rada
| Pokazatelji pruženih stacionarnih zdravstvenih usluga u 2013. godini. | Pokazatelji pruženih stacionarnih zdravstvenih usluga u 2013. godini. | Pokazatelji pruženih stacionarnih zdravstvenih usluga u 2013. godini. | Pokazatelji pruženih stacionarnih zdravstvenih usluga u 2013. godini. | Pokazatelji pruženih stacionarnih zdravstvenih usluga u 2013. godini. | Pokazatelji pruženih stacionarnih zdravstvenih usluga u 2013. godini. |
| Zauzete postelje po lekaru                                            | Zauzete postelje po sestri                                            | % korišćenja kapaciteta                                               | Prosečna dužina lečenja                                               | Broj slobodnih postelja                                               | Stopa smrtnosti na 1.000 lečenih                                      |
| --------------------------------------------------------------------- | --------------------------------------------------------------------- | --------------------------------------------------------------------- | --------------------------------------------------------------------- | --------------------------------------------------------------------- | --------------------------------------------------------------------- |
| 2,79                                                                  | 0,90                                                                  | 69,68                                                                 | 6,0                                                                   | 27,90                                                                 | 22,90 promila                                                         |

## Spoljašnje veze
- Internet stranica Bolnice Архивирано на веб-сајту  (17. мај 2020)